# Lawman (Film)
Lawman ist ein US-amerikanischer Spielfilm von Michael Winner aus dem Jahr 1971. Der in Durango, Mexiko gedrehte Western war das nur mäßig gelungene Hollywood-Debüt des britischen Regisseurs.

## Handlung
Die Mitarbeiter und Freunde des mächtigen Rinderbarons Vincent Bronson halten im benachbarten Bannock ein Saufgelage ab; beim erzwungenen Aufbruch töten sie durch eine Schießerei unbeabsichtigt einen alten Mann. Der Marshal dieser Stadt, Jered Maddox, nimmt daraufhin die Verfolgung der Verdächtigen mit dem Ziel auf, sie vor ein ordentliches Gericht zu stellen. Schon auf dem Weg nach Sabbath, der Heimat der Gesuchten, muss er den Cowboy Marc Corman töten; er bringt die Leiche zum dortigen Marshal und erwartet, dass sich die übrigen Verdächtigen – Harvey Stenbaugh, Vernon Adams, Choctaw Lee, Jack Dekker und Hurd Price – freiwillig stellen. Ein ziemlich aberwitziges Ansinnen, da alle diese Männer mehr oder weniger direkt für Bronson arbeiten. Marshal Ryan fürchtet ebenfalls einen Konflikt, versucht sich zunächst allerdings als Vermittler.
Nach Ryans Visite auf der Ranch beratschlagen die Männer, was zu tun sei. Während die meisten dem noch ausstehenden Rat des Bosses folgen wollen, will Bronsons Vorarbeiter Stenbaugh wenig Federlesen mit dem auswärtigen Marshal machen und ihn töten; schließlich habe es sich in Bannock nur um ein Versehen gehandelt. Bronson ist in dem Wissen, dass so etwas ungleich mehr Ärger einbringen kann, gegen die Idee und will lieber mit Geld argumentieren: Eine Entschädigung für die Angehörigen des Opfers und, falls nötig, auch ein Bestechungsangebot an Maddox. Der freilich hat Anderes im Sinn und wimmelt in seinem Hotelzimmer auch die Ex-Geliebte Laura Shelby ab, die nach kurzen Schmeicheleien um Gnade für ihren jetzigen Mann Price bittet. Stenbaugh wird zusammen mit dem jungen Crowe Wheelwright zur Erkundung der Lage in die Stadt geschickt und rüffelt zunächst Ryan, weil dieser nichts gegen Maddox unternehme; dann fordert er auf offener Straße den Marshal aus Bannock heraus – das Revolverduell endet für ihn tödlich.
Eine Reihe von städtischen Honoratioren, angeführt vom Ladenbesitzer Luther Harris, will Maddox zwingen, die Stadt unverzüglich zu verlassen, da sie eine Eskalation der Gewalt befürchten; dieser bleibt von der Drohung ungerührt, entgeht aber wenig später Schüssen aus einem Fenster des örtlichen Bordells, dessen Besitzer Lucas ein alter Bekannter von Maddox ist. Die beiden Marshals, erstmals kooperierend, verhaften den Schützen Dekker, doch dann stimmt auch Ryan wieder in das Gejammer über Maddox ein. Der bleibt gelassen und reitet am Folgetag aus der Stadt, gefolgt von Crowe, der seine Nichtanwesenheit in Bannock beteuern will. Auf seinem Weiterritt wird der Gesetzeshüter von den flüchtigen Price und Adams erspäht; ein Mordversuch misslingt, und Maddox verwundet stattdessen Adams, den er dann zur Ranch Lauras bringt. In der darauffolgenden Nacht versucht diese, ihre alte Liebe zu erneuern; falls er seinen Sheriff-Posten aufgäbe, würde sie ihm sogar nach Bannock folgen.
Am nächsten Tag überstellt er Adams dem Marshal von Sabbath und verkündet zur allgemeinen Überraschung, dass er die Stadt verlassen wird. Da hat er aber die Rechnung ohne Bronson gemacht, der im Anschluss an das Begräbnis von Stenbaugh selbst nur noch an Rache dachte und mit seinen verbliebenen Getreuen am gleichen Vormittag in Sabbath eintrifft. Auch sie blicken etwas verdutzt, als Maddox das Gewehr verstaut, sein Pferd besteigt und fortreiten will, der am Ende der „main street“ wartenden Laura entgegen. Einen kurzen Halt des Marshals will der noch immer nicht zu beruhigende Harris zu einer Eliminierung aus dem Hinterhalt nutzen, doch Lucas hat das beobachtet und schießt dem  Geschäftsmann mit Schrot in die Beine. Im Moment der Verwirrung sieht sich dann Choctaw Lee im Vorteil, doch sein Tötungsversuch scheitert ebenfalls. Dann zieht Bronsons Sohn Jason den Revolver, und auch er landet tot im Straßenstaub. Nachdem Maddox auch noch den flüchtigen Price erledigt, setzt sich der alte Bronson neben seinen toten Junior und erschießt sich aus Verzweiflung selbst. Danach reitet Maddox davon, Laura bleibt zurück.

## Kritik
„The film was directed by Michael Winner, a British director of mediocre talent but consistent style (...) What we're left with is a Western with a lot of sides but no center.“

„Nicht uninteressanter Western, der sich filmisch wie thematisch vom Durchschnitt abhebt.“